# Enzo Petito
 (décembre 2010).
Si vous disposez d'ouvrages ou d'articles de référence ou si vous connaissez des sites web de qualité traitant du thème abordé ici, merci de compléter l'article en donnant les références utiles à sa vérifiabilité et en les liant à la section « Notes et références ».
Pour les articles homonymes, voir Petito.
Vincenzo Squatriti, connu sous le nom de scène Enzo Petito, né le 24 juillet 1897 à Naples et mort le 17 juillet 1967 à Rome, est un acteur italien.

## Biographie
Enzo Petito a tourné majoritairement dans des westerns spaghetti.

## Filmographie partielle
- 1959 : Le Veuf de Dino Risi
- 1959 : Sogno di una notte di mezza sbornia d'Eduardo De Filippo
- 1960 : Chi si ferma è perduto de Sergio Corbucci
- 1961 : Le Jugement dernier de Vittorio De Sica
- 1961 : Traqués par la gestapo de Carlo Lizzani
- 1966 : Le Bon, la Brute et le Truand de Sergio Leone
- 1966 : Moi, moi, moi et les autres (Io, io, io... e gli altri) d'Alessandro Blasetti